# Goulburn Airport
Goulburn Airport är en flygplats i Australien. Den ligger i kommunen Goulburn Mulwaree och delstaten New South Wales, i den sydöstra delen av landet, omkring 170 kilometer sydväst om delstatshuvudstaden Sydney.
Närmaste större samhälle är Goulburn, nära Goulburn Airport. 
Trakten runt Goulburn Airport består i huvudsak av gräsmarker. Trakten runt Goulburn Airport är nära nog obefolkad, med mindre än två invånare per kvadratkilometer. Genomsnittlig årsnederbörd är 1 025 millimeter. Den regnigaste månaden är februari, med i genomsnitt 186 mm nederbörd, och den torraste är juli, med 43 mm nederbörd.